# Pravo na ispravak
Pravo na ispravak je „dužnost medija na objavljivanje ispravka objavljene netočne informacije kojom je učinjena povreda dostojanstva, ugleda, časti, drugog prava ili interesa fizičke ili pravne osobe". Pravo na ispravak često se veže uz pravo na odgovor, no ta dva pojma treba razlikovati. Pravo na odgovor „obvezuje medije da objave odgovor kojom je zbog nepotpunih činjenica oštećena fizička ili pravna osoba ako se tim odgovorom bitno dopunjuju činjenice iz objavljene informacije u pogledu istinitosti i objektivnosti“.

### Razlike između prava na ispravak i prava na odgovor
Jedna od ključnih razlika je u svrsi. Ispravkom se ispravljaju netočne ili nepotpune informacije (dezinformacije), a odgovorom se poriču ili nadopunjuju sporne informacije koje ne moraju nužno biti netočne niti moraju biti protupravne, tj. odgovor se može odnositi i na tvrdnje kojima se, primjerice, ne vrijeđaju prava i interesi pravnog subjekta. Za razliku od odgovora kojim se omogućava objava mišljenja i drugoj strani, ispravak se uvijek odnosi na objave protupravnih informacija, tj. dezinformacija pa stoga uvijek ima zaštitnu funkciju. Vjerojatno je najvažnija razlika između ispravka i odgovora u dokazivanju istine. U ispravku se moraju navesti podatci i činjenice kojima se dokazuje neistinitost objavljenih dezinformacija. Odgovor se ne mora temeljiti na činjeničnim tvrdnjama, može se temeljiti samo na tvrdnji da je objavljena informacija točna ili netočna. Razlika postoji i u načinu objave odgovora. Odgovor ne mora biti objavljen na istom ili istovrijednom mjestu programskog prostora kao ispravak, a Zakon o medijima ne propisuje na kojem dijelu programskog prostora odgovor treba biti objavljen. Odgovor može biti objavljen na najmanje zamjetnom dijelu programskog prostora čime se umanjuje komunikacijska snaga djelovanja odgovora.

### Komparativni pregled uEuropi
Europske zemlje dijele se na one koje propisuju zakonsko pravo na ispravak:  Austrija, Belgija, Cipar, Danska, Finska, Njemačka, Grčka, Italija, Luksemburg, Nizozemska, Norveška, Portugal, Španjolska i Švicarska i one koje to ne čine poput Irske, Švedske i Velike Britanije. U zemljama u kojima postoji zakonsko pravo na ispravak novine ga moraju objaviti u obliku pisma čitatelja. U većini zemlja se nameću dodatni zahtjevi: ispravak ne smije uključivati reklamu, mora se ograničiti na činjenične tvrdnje te ne smije biti klevetnički i/ili na neki drugi način nezakonit ili uvredljiv prema integritetu novinara. 

### Međunarodni pravni propisi koji jamče pravo na ispravak
Pravo na ispravak zajamčeno je brojnim međunarodnim ugovorima. Međunarodni pravni propisi koje je Republika Hrvatska potpisala iznad su hrvatskih pravnih propisa. Među najvažnijim pravnim propisima treba istaknuti Zakon o potvrđivanju Europske konvencije o prekograničnoj televiziji i protokol o izmjenama Europske konvencije o prekograničnoj televiziji koji predviđa pravo na odgovor ili drugo odgovarajuće sredstvo u vezi s objavljenom informacijom putem televizije svakoj fizičkoj i pravnoj osobi, bez obzira na njezino državljanstvo ili boravište. Pravo na ispravak objavljene informacije ili drugo odgovarajuće sredstvo predviđa i Direktiva Vijeća EU 89/552/EEZ (izmijenjena i dopunjena Direktivom 97/36/EZ) člankom 23. Direktiva osobito naglašava da su države članice dužne osigurati da bude određeno dovoljno vremena te da su postupci takvi da ﬁzičke ili pravne osobe koje imaju prebivalište ili su osnovane u drugim državama članicama mogu ostvariti pravo na odgovor ili drugo odgovarajuće sredstvo. Pravo na brzu i učinkovitu mogućnost ispravka informacije objavljene u medijima jamči i Rezolucija Vijeća Europe (74) 26. Dodatak rezoluciji (74) 26 predviđa i određene izuzetke od obveze objave ispravka informacije: ako zahtjev za objavu odgovora nije dostavljen mediju u razumno kratkom roku; ako je duljina odgovora veća od onoga što je potrebno da se ispravi informacija koja sadrži podatak za koji se tvrdi da je netočan; ako odgovor nije ograničen na ispravak netočnih podataka; ako objava odgovora predstavlja kažnjivo djelo; ako je objava odgovora u protivnosti sa zakonom zaštićenim interesima trećih te ako zainteresirana osoba ne može iskazati postojanje pravnog interesa.

## Zakonsko uređenje u Republici Hrvatskoj
Pravo na ispravak netočne informacije u medijima svakom pojedincu jamči Ustav Republike Hrvatske koji člankom 38. jamči „pravo na ispravak svakome komu je javnom viješću povrijeđeno Ustavom i zakonom utvrđeno pravo.” Zajamčeno ustavno pravo na ispravak javne vijesti razrađeno je Zakonom o medijima u šestoj glavi, člancima 40-58.

### Pravo na ispravak

#### Način objave ispravka informacije (članci 41-46.)
- Ispravak se mora objaviti bez promjena i dopuna na istom ili istovrijednom mjestu programskog prostora i na isti ili istovrijedan način na koji je bila objavljena informacija na koju se ispravak odnosi. Ispravak ne smije biti nerazmjerno dulji od informacije, odnosno od dijela informacije na koji se odnosi. Ispravak se može objaviti u izmijenjenom obliku samo ako na to pristane podnositelj zahtjeva. Ispravak se mora objaviti na način da je iz naslova vidljivo da se radi o ispravku. Ispravak se bez suglasnosti podnositelja zahtjeva ne smije objaviti među reagiranjima ili pismima čitatelja, odnosno gledatelja ili slušatelja.
- U programima radija i televizije ispravak se daje u pisanom obliku te se objavljuje čitanjem u istom programu i terminu u kojem je objavljena informacija na koju se ispravak odnosi ili u istoj vrsti programa istovjetne gledanosti. U elektroničkim publikacijama ispravak i informacija na koju se odnosi označit će se i povezati poveznicom.
- Tko zahtijeva objavu ispravka mora jasno navesti informaciju, odnosno podatak na koju se ispravak odnosi i nadnevak njezine objave. Ispravak mora biti objavljen u prvom, a ako stigne prekasno, u drugom izdanju, odnosno programskom sadržaju medija nakon primitka ispravka. U vrijeme izborne promidžbe ispravak mora biti objavljen u prvom izdanju, odnosno programskom sadržaju medija nakon primitka ispravka. U istom izdanju, odnosno programskom sadržaju medija ne može se zajedno s ispravkom objaviti i komentar tog ispravka ili odgovor na ispravak. 

#### Izuzeci od objave ispravka informacije
- Glavni urednik je dužan objaviti ispravak, izuzev ako se traženi ispravak ne odnosi na informaciju na koju se poziva zainteresirana osoba; u traženom ispravku nisu navedene činjenice niti okolnosti u vezi s navodima o informaciji; bi objava ispravka bila u suprotnosti sa zakonom i dobrim običajima; zahtjev za objavu ispravka nije potpisao podnositelj zahtjeva, odnosno ovlaštena osoba državnog tijela ili pravne osobe; je traženi ispravak nerazmjerno duži od informacije u kojoj su navodi radi kojih se ispravak traži, odnosno od dijela informacije na koji se neposredno odnosi, osim ako se ispravak odnosi na klevetničke ili uvredljive navode; bi objavljivanje ispravaka prouzročilo odgovornost nakladnika za štetu; je ispravak napisan na jeziku koji nije istovjetan jeziku na kojem je objavljena osporavana informacija; je zahtjev za ispravak informacije podnesen nakon proteka roka iz članka 40. stavak 2. ovoga Zakona; se radi o znanstvenoj ili umjetničkoj kritici, izuzev ispravaka netočnih podataka ili uvredljivih navoda; je druga ovlaštena osoba na istu informaciju ranije podnijela ispravak istoga sadržaja; je zahtjev za objavu ispravka istoga sadržaja kao i zahtjev za ispravak povodom kojega se vodi spor pred sudom zbog odbijanja ili neodgovarajućeg načina objave ispravka. Glavni urednik dužan je pisano obavijestiti tražitelja o razlozima neobjavljivanja ispravaka, a u roku propisanom za objavu ispraka. 
- Ako glavni urednik ne objavi ispravak u roku i na način određen zakonom, podnositelj zahtjeva za ispravak ima pravo podnijeti tužbu protiv glavnog urednika kod općinskog suda na čijem se području nalazi sjedište, odnosno stalno prebivalište nakladnika medija putem kojega je bila objavljena informacija na koju se ispravak odnosi. Tužba se može podnijeti najkasnije u roku od 30 dana od proteka roka za objavu ispravka, odnosno od dana kada je ispravak bio objavljen na način koji nije bio sukladan Zakonu.

#### Ostvarenje prava na ispravak u sudskome postupku (članci 47-54.)
- Sudski sporovi o objavi ispravka rješavaju se po hitnom postupku. U sporovima za objavu ispravka prvo ročište glavne rasprave mora se održati u roku od 8 dana od dana zaprimanja tužbe u sudu. Tuženik je dužan odgovoriti na tužbu najkasnije na glavnoj raspravi. U pozivu za prvo ročište sud mora upozoriti tužitelja da će se u slučaju njegova nedolaska na ročište tužba smatrati povučenom, a tuženika da se presuda može donijeti i u njegovoj odsutnosti. 
- U sporovima radi objave ispravka sud će odbiti tužbeni zahtjev ako utvrdi da nije povrijeđeno pravo ili interes tužitelja ili je utvrđeno da postoji kakva druga okolnost zbog koje prema zakonu ne postoji obveza objave ispravka.
- Pokretanjem kaznenog postupka radi djela počinjenog objavom informacije na koju se odnosi ispravak, ne prekida se postupak za objavu ispravka.
- Ako se nakon što je podnesena tužba za objavu ispravka promijeni glavni urednik medija, tužitelj može do kraja glavne rasprave preinačiti tužbeni zahtjev i umjesto prvobitnog tuženika tužiti novoga glavnog urednika. Za takvu promjenu tužbenog zahtjeva nije potrebna suglasnost prvobitnog tuženika niti novoga glavnog urednika.
- Sud je dužan donijeti presudu odmah po zaključenju glavne rasprave. Ovjereni prijepis presude sud dostavlja strankama najkasnije u roku od tri dana od dana donošenja presude. Ako sud usvoji tužbeni zahtjev, nalaže presudom tuženiku da je dužan objaviti ispravak u roku i na način određen ovim Zakonom. Glavni urednik je dužan u objavi ispravka navesti da se radi o objavi na temelju presude i citirati izreku presude.
- Ovjereni prijepis pravomoćne presude kojom je sud naložio objavu ispravka sud dostavlja odmah glavnom uredniku medija putem kojeg je potrebno objaviti ispravak. Ako se nakon pravomoćnosti presude kojom se nalaže objava ispravka promijeni glavni urednik medija, presudom utvrđena dužnost objavljivanja ispravka prelazi na novoga glavnog urednika.

#### Pravo nažalbuArhivirana inačica izvorne straniceod 25. prosinca 2011. (Wayback Machine)(članak 52.)
- Protiv presude prvostupanjskog suda stranke mogu u roku od tri dana od primitka presude podnijeti žalbu nadležnom županijskom sudu. Žalba se ne dostavlja protivnoj stranci na odgovor. Pravovremenu i dopuštenu žalbu prvostupanjski sud dostavlja sa svim spisima županijskom sudu u roku od dva dana od primitka žalbe. Županijski sud je dužan odlučiti o žalbi u roku od tri dana od dana primitka žalbe. Protiv presude županijskog suda dopuštena je revizija.

### Pravo na odgovor (članci 56-58.)
- Zainteresirana fizička ili pravna osoba ima pravo podnijeti zahtjev glavnom uredniku da besplatno objavi njegov odgovor na objavljenu informaciju, u kojoj je spomenuto njezino ime, odnosno naziv ili je na neki drugi način s njom u izravnoj vezi. Pod odgovorom se smatra tekst ili poruka istovjetne prirode i duljine kao i objavljena informacija. U odgovoru se navodima pogodnim za dokazivanje poriču u biti ili bitno nadopunjuju sporni navodi o činjenicama i podacima u objavljenoj informaciji.
- Odgovor se mora objaviti bez izmjena ili dopuna izuzev pravopisnih ispravaka. Glavni urednik ima pravo od autora prije objave zatražiti skraćivanje odgovora. Na odgovor se primjenjuju odredbe članka 42. Zakona o medijima te glavni urednik može odbiti objavu sadržajno jednakih odgovora nakon što je već jednom isti objavio. Glavni urednik može odbiti objavu odgovora i u slučaju ako se u odgovoru navode očigledno netočni podatci ili tvrdnje i drugi navodi koji su nedvojbeno nepodobni za dokazivanje. Ako su prema mišljenju glavnog urednika samo neki podatci ili tvrdnje netočni ili nepodobni za dokazivanje, glavni urednik ne smije odbiti objavu bez prethodnog poziva podnositelju zahtjeva za odgovor da te podatke i tvrdnje izuzme iz odgovora.
- U postupku sudske zaštite u pogledu ostvarivanja prava na odgovor na odgovarajući način primjenjuju se odredbe Zakona o medijima koje se odnose na postupak ostvarivanja prava na ispravak.

## Primjeri iz medija
- http://www.business.hr/kompanije/hrt-imamo-place-manje-od-prosjeka  Arhivirana inačica izvorne stranice od 25. lipnja 2012. (Wayback Machine)
- Nedjeljom u 2 - demanti Jadranke Kosor[neaktivna poveznica]
- Demanti radnika zračne luke Zagreb
- Mila Horvat: Ivano Balić i ja nismo bili zajedno na cajkama[neaktivna poveznica]
- HDZ demantira: Nismo ljude brisali iz stranke preko noći
- Luka Bebić poslao demanti: Nisam zaposlio svog prezimenjaka u HAC-u![neaktivna poveznica]
- http://www.tportal.hr/vijesti/hrvatska/197975/Hrvatske-sume-nisu-rasipne.html%20%5Bneaktivna+poveznica%5D
- http://www.dnevno.hr/vijesti/hrvatska/sladoljev_uprava_imunoloskog_zavoda_i_darko_dvornik_sire_neistinu/486786.html%20%5Bneaktivna+poveznica%5D
- Izjava Velikog vijeća Sindikata znanosti povodom napisa u Globusu